# Lista de bandeiras do Azerbaijão
Esta é uma lista de bandeiras usadas no Azerbaijão.

## Bandeira nacional
| Bandeira | Data         | Uso                                 | Descrição |
| -------- | ------------ | ----------------------------------- | --- |
|          | 1918 (1991)- | Bandeira da República do Azerbaijão | Três faixas horizontais, a faixa superior de cor azul, a listra média vermelha e a inferior verde com um crescente branco e a estrela de oito pontas no meio da faixa vermelha em ambos os lados da bandeira. A proporção da largura para o comprimento é de 1 a 2. |
|          | 1918 (1991)- | Bandeira do Azerbaijão (vertical).  | |

## Bandeiras governamentais
| Bandeira | Data          | Uso                              | Descrição                                                       |
| -------- | ------------- | -------------------------------- | --------------------------------------------------------------- |
|          | 1992–presente | Estandarte presidencial          | Tricolor nacional com o brasão de armas no centro               |
|          | 2004–presente | Estandarte presidencial (no mar) | Alferes naval com tricolor nacional e brasão de armas no centro |

## Forças Armadas do Azerbaijão

### Exército do Azerbaijão
| Bandeira | Data | Uso                                | Descrição |
| -------- | ---- | ---------------------------------- | --------- |
|          | 1991 | Bandeira do Exército do Azerbaijão |           |

### Marinha do Azerbaijão
| Bandeira | Data | Uso                                                      | Descrição |
| -------- | ---- | -------------------------------------------------------- | --- |
|          | 1991 | Alferes do Marinha do Azerbaijão                         | Como o Azerbaijão era anteriormente uma república soviética, o alferes naval do Azerbaijão imitam de perto o antigo equivalente soviético; a estrela e crescente substituiu a estrela vermelha, uma âncora azul substituiu a foice e martelo, e o que costumava ser uma simples barra azul claro na parte inferior da bandeira foi substituída por um tipo padrão ondulado. |
|          | 1991 | Bandeira do Serviço de Fronteira do Estado do Azerbaijão | Alferes naval com tricolor nacional e brasão de armas no centro |

### Força Aérea do Azerbaijão
| Bandeira | Data | Uso                                   | Descrição |
| -------- | ---- | ------------------------------------- | --------- |
|          | 1991 | Bandeira do Força Aérea do Azerbaijão |           |

## Bandeiras históricas
| Bandeira | Data          | Uso                                                                   | Descrição |
| -------- | ------------- | --------------------------------------------------------------------- | --- |
|          | Século 8 D.C. | Estandarte da dinastia mirrânida                                      | |
|          | 1743–1819     | insígnia Canato de Xaqui                                              | |
|          | 1747–1828     | Insígnia da Canato do Naquichevão                                     | |
|          | 1918          | Bandeira da Ditadura Centrocaspiana                                   | Três listras horizontais, as listras superiores e as inferiores de cor azul claro e a listra média vermelha. |
|          | 1917          | Bandeira do Partido Musavat dos Federalistas Turcos                   | |
|          | 1918          | Bandeira do República Democrática do Azerbaijão                       | Fonte para o desenho da bandeira atual |
|          | 1918          | Bandeira da República Federativa Democrática Transcaucasiana          | |
|          | 1918–1919     | Bandeira daRepública de Aras                                          | |
|          | 1918          | Bandeira da Comuna de Baku                                            | Carrega o texto Бакинскiй Совнаркомь (Bakinskiy Sovnarkom) |
|          | 1918–1920     | Bandeira da República Democrática do Azerbaijão                       | Semelhante à bandeira atual |
|          | 1920          | Bandeira da República Socialista Soviética do Azerbaijão              | |
|          | 1920–1921     | Bandeira da República Soviética Socialista do Azerbaijão              | |
|          | 1921–1922     | Bandeira da República Socialista Soviética do Azerbaijão              | |
|          | 1930 - 1936   | Bandeira da República Socialista Federativa Soviética Transcaucasiana | Última bandeira da República Socialista Federativa Soviética Transcaucasiana |
|          | 1937–1940     | Bandeira da República Socialista Soviética do Azerbaijão              | |
|          | 1940–1952     | Bandeira da República Socialista Soviética do Azerbaijão              | |
|          | 1952–1991     | Bandeira da República Socialista Soviética do Azerbaijão              | Última bandeira da República Socialista Soviética do Azerbaijão |
|          |               | Bandeira inversa                                                      | Todas as bandeiras das repúblicas constituintes da União Soviética não tireram a foice e o martelo do seu lado inverso. |
|          | 1937–1940     | Bandeira do República Socialista Soviética Autônoma de Naquichevão    | Uma versão da bandeira da República Socialista Soviética Autônoma de Naquichevão. Versões posteriores traziam o texto "Нахчыван МССР" (Naxçıvan MSSR, significando RSSA Naquichevão), colocado na bandeira da RSS do Azerbaijão da época, sem o nome Armênio. |
|          | 1952–1991     | Bandeira da República Socialista Soviética Autônoma de Naquichevão    | Última bandeira da República Socialista Soviética Autônoma de Naquichevão |
|          | 1991-1993     | Bandeira não oficial usada em República Autônoma do Naquichevão       | Usado junto com a bandeira nacional atual. |
|          | 1993          | Bandeira da República Autônoma Talysh-Mughan                          | |

## Povo azeri em outros países
| Bandeira | Data | Uso                                | Descrição |
| -------- | ---- | ---------------------------------- | --------- |
|          |      | Bandeira dos Turcomanos iraquianos |           |
|          |      | Bandeira dos Azeris                |           |